# 452 av. J.-C.
Cette page concerne l'année 452 av. J.-C. du calendrier julien proleptique.

## Événements
- 8 septembre : début à Rome du consulat de T. (C.) Menenius Agrippae f. Lanatus et P. Sestius Capito (Capitolinus) Vaticanus[1].